# Baccalaureus falsiramus
Baccalaureus falsiramus is een kreeftachtigensoort uit de familie van de Lauridae. De wetenschappelijke naam van de soort is voor het eerst geldig gepubliceerd in 1990 door Itô & Grygier.